# Amosis-Henutemipet
Amosis-Henutemipet (c. 1574 aC) fou una princesa de finals de la XVII dinastia d'Egipte. Era filla del faraó Seqenenre Tao i probablement de la reina Aah-Hotep. Era germana d'Amosis I. Va portar els títols Filla del Rei i Germana del Rei.
El 1881 van trobar la seva mòmia a la tomba TT320, a l'amagatall de Deir el-Bahari i ara es troba al Museu d'Antiguitats Egípcies del Caire. Va ser examinada per Grafton Elliot Smith el juny de 1909. Henutemipet va morir de vella, tenia els cabells grisos i les dents desgastades, i feia aproximadament 1,60 m d'alçada. La seva mòmia havia estat malmesa, probablement pels saquejadors de tombes que li van trencar els avantbraços i li van obrir els embenats i el sudari a l'altura del pit a la recerca d'amulets valuosos. És probable que la mòmia fos traslladada a la tomba TT320 després de l'any 11 del faraó Sheshonq I (c. 934 aC).
En el moment del descobriment, la mòmia es trobava en un sarcòfag reciclat (CG61017), que data de la XVIII dinastia, pintat de negre, a la superfície del qual el nom del propietari havia estat substituït pel de la princesa.